# Trichoridia herchatra
Trichoridia herchatra är en fjärilsart som beskrevs av Swinhoe 1893. Trichoridia herchatra ingår i släktet Trichoridia och familjen nattflyn. Inga underarter finns listade i Catalogue of Life.